# 샬치닝카이구

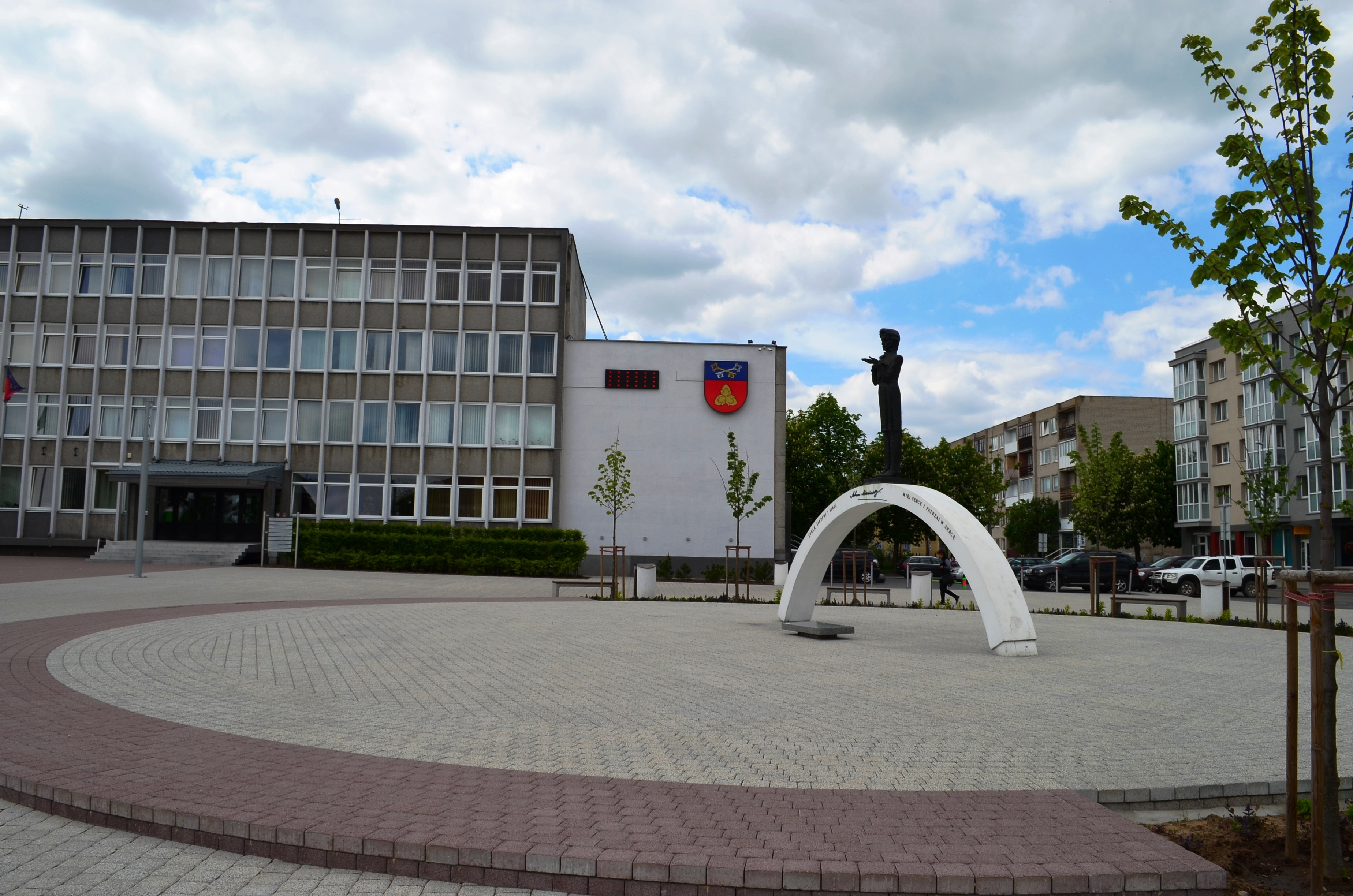
샬치닝카이 시청

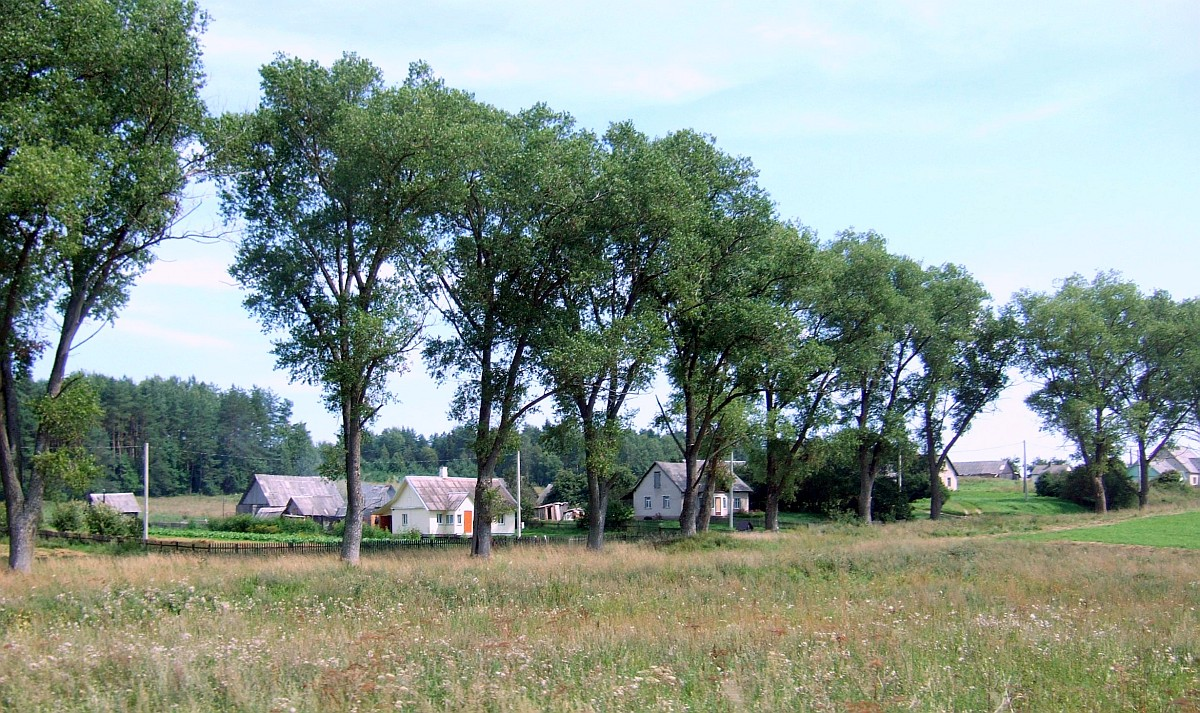
샬치닝카이구 바르쿠슈케스 마을

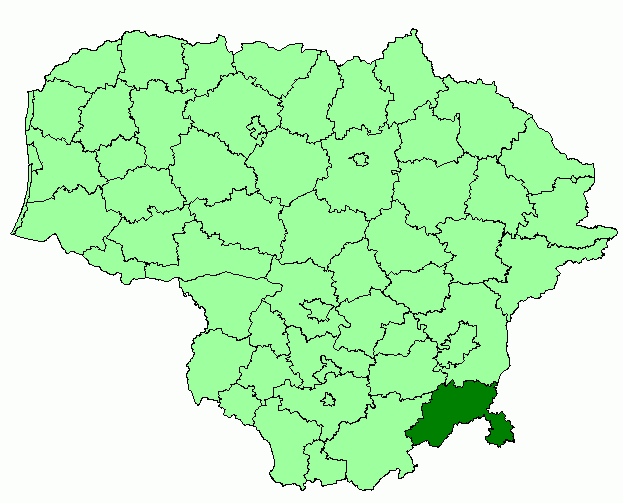
샬치닝카이구의 위치

샬치닝카이구(리투아니아어: Šalčininkų rajono savivaldybė)는 리투아니아 빌뉴스주를 구성하는 8개 지방 자치체 가운데 하나로 행정 중심지는 샬치닝카이이며 면적은 1,493km2, 인구는 32,705명(2015년 기준), 인구 밀도는 21.9명/km2이다. 13개 장로구를 관할한다. 빌뉴스주 빌뉴스구, 트라카이구, 알리투스주 바레나구와 접하며 동쪽으로는 벨라루스와 국경을 접한다.

지방 자치체 문장